# Киргистан на Светском првенству у атлетици у дворани 2016.
Киргистан је учествовао на Светском првенству у атлетици у дворани 2016. одржаном у Портланду од 17. до 20. марта тринаести пут, односно учествовао је под данашњим именом на свим првенствима од 1993. до данас. Репрезентацију Киргистана представљао је један атлетичар, који се такмичио у трци на 3.000 метара.
На овом првенству представник Киргистана није освојио ниједну медаљу, нити  је оборио неки рекорд.

## Учесници
Мушкарци:
- Адилет Киштабеков — 3.000 м

## Резултати

### Мушкарци
| Атлетичар         | Дисциплина | Лични рекорд | Квалификација | Квалификација | Финале               | Финале  | Детаљи |
| Атлетичар         | Дисциплина | Лични рекорд | Резултат      | Место         | Резултат             | Место   | Детаљи |
| ----------------- | ---------- | ------------ | ------------- | ------------- | -------------------- | ------- | ------ |
| Адилет Киштабеков | 3.000 м    | 8:29,45      | 8:44,77       | 9. у гр. 2    | Није се квалификовао | 18 / 18 |        |